# Jay-Z

Шон Корі Картер (англ. Shawn Corey Carter; нар. 4 грудня 1969, Бруклін, Нью-Йорк, США), відоміший під псевдонімом Джей-Зі (англ. Jay-Z), — американський репер, автор пісень, виконавчий продюсер і підприємець. Засновник конгломерату агентства талантів і розваг Roc Nation. Його вважають одним із найвидатніших реперів усіх часів. Він був генеральним директором Def Jam Recordings і відіграв центральну роль у творчому та комерційному успіху таких виконавців, як Каньє Вест, Ріанна та J. Cole. Багаторазово нагороджений премією Греммі. Став першим в історії репером-мільярдером, в 2019 році його капітал складав не менше $1 млрд доларів.
Jay-Z є одним із найпродаваніших музичних виконавців у світі з понад 140 мільйонами проданих записів, Jay-Z виграв 24 нагороди Греммі, найбільше нагород Греммі серед усіх реперів разом із Каньє Вестом. Jay-Z також тримає рекорд за кількістю сольних альбомів (14 альбомів) номер один у чарті Billboard 200. Одержувач нагороди президента NAACP, премії Primetime Emmy, а також був номінований на премію Тоні. Billboard і Rolling Stone віднесли його до списку 100 найкращих артистів усіх часів, Jay-Z був першим репером, удостоєним до Зали слави авторів пісень і першим репером, включеним до Зали слави рок-н-ролу. 2013 року журнал Time назвав його одним із 100 найвпливовіших людей світу.

## Раннє життя
Шон Корі Картер народився 4 грудня 1969 року в Брукліні, (Нью-Йорк). Він виріс у Marcy Projects, в районі Брукліна Бедфорд-Стуйвесант. Після того, як його батько Адніс Рівз покинув сім'ю, Шон та його троє старших братів і сестер виховувалися матір'ю Глорією Картер. Пізніше Рівз зустрінеться і помириться з Джей-Зі незадовго до смерті в 2003 році. Джей-Зі стверджує у своїй ліриці, що в 1982 році, у віці 12 років, він вистрелив у плече своєму старшому братові за крадіжку коштовностей. Шон відвідував середню школу Елі Вітні в Брукліні, поки її не закрили. Потім він відвідував сусідню середню школу кар’єри та технічної освіти Джорджа Вестінгауса разом з реперами The Notorious B.I.G. і Busta Rhymes, після чого навчався в Центральній середній школі Трентон у Трентоні, Нью-Джерсі, хоча він не закінчив її, кинувши навчання на другому курсі. Згідно з його інтерв'ю та текстами пісень, він продавав крек-кокаїн і за цей період у нього тричі стріляли. Його колишнього друга засудили до в'язниці за зберігання наркотиків і зброї.
Згодом Шон почав проявляти інтерес до музики, і почав фрістайлити й писати тексти.

## Кар'єра

### Початок кар'єри
Відомий в околицях як «Jazzy», пізніше він взяв собі сценічний псевдонім «Jay-Z» на честь свого наставника Jaz-O. На початку 1990-х Jay-Z взяв участь в кількох батлах з репером LL Cool J. Вперше він став відомий широкій аудиторії завдяки пісні «Show and Prove» з альбому Big Daddy Kane Daddy's Home (1994). Протягом цього періоду Джей-Зі працював на підспівках у Біг Дедді Кейна.
Молодий Джей-Зі з’явився у популярній пісні Big L «Da Graveyard» і в пісні Mic Geronimo «Time to Build», у якій також були перші виступи його колишніх колег з Murder Inc. Ja Rule та DMX у 1995 році. Його перший офіційний реп-сингл називався «In My Lifetime», який він випустив у 1994 році.

### 1995–1997:Reasonable DoubtіIn My Lifetime, Vol. 1
Його виконавська манера була цілком заснована на експромті. Знаючи, що звукозаписні компанії експлуатують артистів, Jay-Z з Деймоном Дешем та Каріїмом «Biggs» Берком організовують свій лейбл Roc-A-Fella Records (слово Roc взято від прізвища Rockefeller) у 1995 році. Уклавши дистриб’юторську угоду з Priority Records, Джей-Зі випустив свій дебютний альбом Reasonable Doubt у 1996 році. Альбом досяг 23 місця в Billboard 200 і був загалом схвалений критиками. Пізніше цей альбом буде занесено до списку 500 найкращих альбомів усіх часів журналу Rolling Stone під №248 і згодом досягне платинового статусу.
Після укладення нової угоди про дистрибуцію з Def Jam у 1997 році Jay-Z випустив наступний альбом In My Lifetime, Vol. 1, який перевершив його попередника. Альбом спродюсований Пафом Дедді. Пізніше Jay-Z пояснив, що альбом був створений в один із найгірших періодів його життя, коли він переживав смерть свого близького друга The Notorious B.I.G. Альбом став особистим одкровенням для Джей-Зі, оскільки він розповів історію свого важкого дитинства. «Глянцевий» продакшн альбому був контрастом до його першого релізу, і деякі шанувальники вважали, що Джей «продався». Як і його попередник, In My Lifetime, Vol. 1 отримав платиновий статус у Сполучених Штатах.

### 1998–2000:Vol. 2...,Vol. 3...іThe Dynasty: Roc La Familia
У 1998 році Jay-Z випустив свій третій альбом Vol. 2... Hard Knock Life, який породив найбільший хіт його кар'єри на той час, «Hard Knock Life (Ghetto Anthem)». Він більше покладався на флоу та гру слів. Продюсерами альбому виступили Swizz Beatz, Timbaland, DJ Premier, Ерік Сермон, The 45 King і Kid Capri. Хітами з цього альбому також стали «Can I Get A...» за участю Ja Rule й Amil і «Nigga What, Nigga Who» за участю Amil і Jaz-O. Vol. 2 з часом став найуспішнішим на той час альбомом Jay-Z; він був сертифікований 5х платиновим у Сполучених Штатах і на сьогоднішній день продано понад п'ять мільйонів копій. Альбом здобув нагороду «Греммі», хоча Jay-Z бойкотував церемонію, протестуючи проти програшу DMX у цій номінації.
У 1999 році Jay-Z випустив Vol. 3... Life and Times of S. Carter.Альбом виявився успішним і розійшовся тиражем понад 3 мільйони копій. Найуспішнішим синглом з альбому був «Big Pimpin» за участю UGK. Тим часом репера звинуватили в ударі ножем продюсера Ленса Рівери, який міг бути спричинений піратством нового альбому Ріверою. Соратників Jay-Z звинуватили в організації бунту в клубі, який репер використав для нападу на Ріверу. Jay-Z заперечував інцидент і не визнав себе винним, коли суддя виніс звинувачення. Адвокати репера пояснили, що його не було поруч з Ріверою, що підтвердив свідок і відео з клубу, на якому видно, де знаходився Джей Зі під час бунту. Однак пізніше він визнав себе винним у злочині, що призвело до того, що його засудили до трьох років умовно.
У 2000 році Jay-Z випустив The Dynasty: Roc La Familia, який спочатку мав стати збірним альбомом для артистів Roc-A-Fella, але перетворився на повноцінний альбом Jay-Z. Альбом допоміг представити продюсерів-початківців The Neptunes, Just Blaze, Kanye West і Bink, які згодом досягли помітного успіху. Це також перший альбом, де Jay-Z використовує душевніший звук, ніж його попередні альбоми. The Dynasty продав більше двох мільйонів копій у США.

### 2001–2002: Ворожнеча з Nas,The BlueprintіThe Blueprint 2
У 2001 році Jay-Z задиссив Prodigy після того, як той звинуватив Jay-Z у неповазі через натяк на суперечку Mobb Deep з Тупаком Шакуром, Снуп Доггом і Death Row Records у треку «Money, Cash, Hoes». Пізніше він виконав пісню «Takeover» на Summer Jam 2001, яка спочатку атакувала Prodigy і показав фотографії Prodigy, на яких він одягнений як Майкл Джексон. У рядку в кінці «Takeover» згадується Nas, який критикував його в «We Will Survive». Nas відповів дисс-треком «Ether», а Jay-Z одразу додав куплет до «Takeover», який розлютив Nas і почав ворожнечу між двома реперами. Ворожнеча закінчилася у 2005 році, коли Jay-Z запросив Наса на сцену, де вони разом виконали свої треки.
11 вересня 2001 року Jay-Z випустив свій шостий студійний альбом The Blueprint, який отримав п'ятимікрофонну рецензію від хіп-хоп журналу The Source. Написаний лише за два дні, альбом розійшовся тиражем понад 427 000 примірників, дебютував під номером один у Billboard 200 і досяг 2-кратного платинового статусу в США. Його хвалили за його продюсакшн та баланс «мейнстрімового» та «хардкорного» репу. Емінем був єдиним запрошеним репером на альбомі (на пісні «Renegade»). Чотири треки були спродюсовані Каньє Вестом, і цей альбом є одним із перших великих проривів Веста в індустрії. Blueprint містить популярні сингли «Izzo (H.O.V.A.)», «Girls, Girls, Girls», «Jigga That Nigga» і «Song Cry». Станом на лютий 2012 року альбом був проданий тиражем 2,7 мільйона копій в усьому світі. 2019 року Бібліотека Конгресу вибрала The Blueprint для збереження в Національному реєстрі записів через «культурну, історичну чи естетичну значущість», хоча його початковий успіх був затьмарений трагічними подіями терактів 11 вересня.
Наступним сольним альбомом Jay-Z став подвійний альбом The Blueprint 2: The Gift & The Curse 2002 року. Альбом дебютував на першому місці в Billboard 200, продавши понад 3 мільйони копій лише в США і перевершивши The Blueprint. Пізніше він був перевиданий в однодисковій версії The Blueprint 2.1, яка зберегла половину треків з оригіналу. Альбом породив два грандіозні хіт-сингли, «Excuse Me Miss» і «'03 Bonnie & Clyde», в якому взяла участь майбутня дружина Джей-Зі, Бейонсе. «Guns & Roses» за участю Ленні Кравіца та «Hovi Baby» також стали двома успішними радіосинглами. Альбом також містив треки «A Dream» за участю Фейт Еванс і покійного The Notorious B.I.G.; і «The Bounce», що містить куплет Каньє Веста, який не вказано в титрах. Blueprint 2.1 містить треки, яких немає в The Blueprint 2: The Gift & the Curse, наприклад «Stop», «La La La (Excuse Me Again)», «What They Gonna Do, Part II» і «Beware».

### 2003–2005:The Black Albumі вихід на пенсію

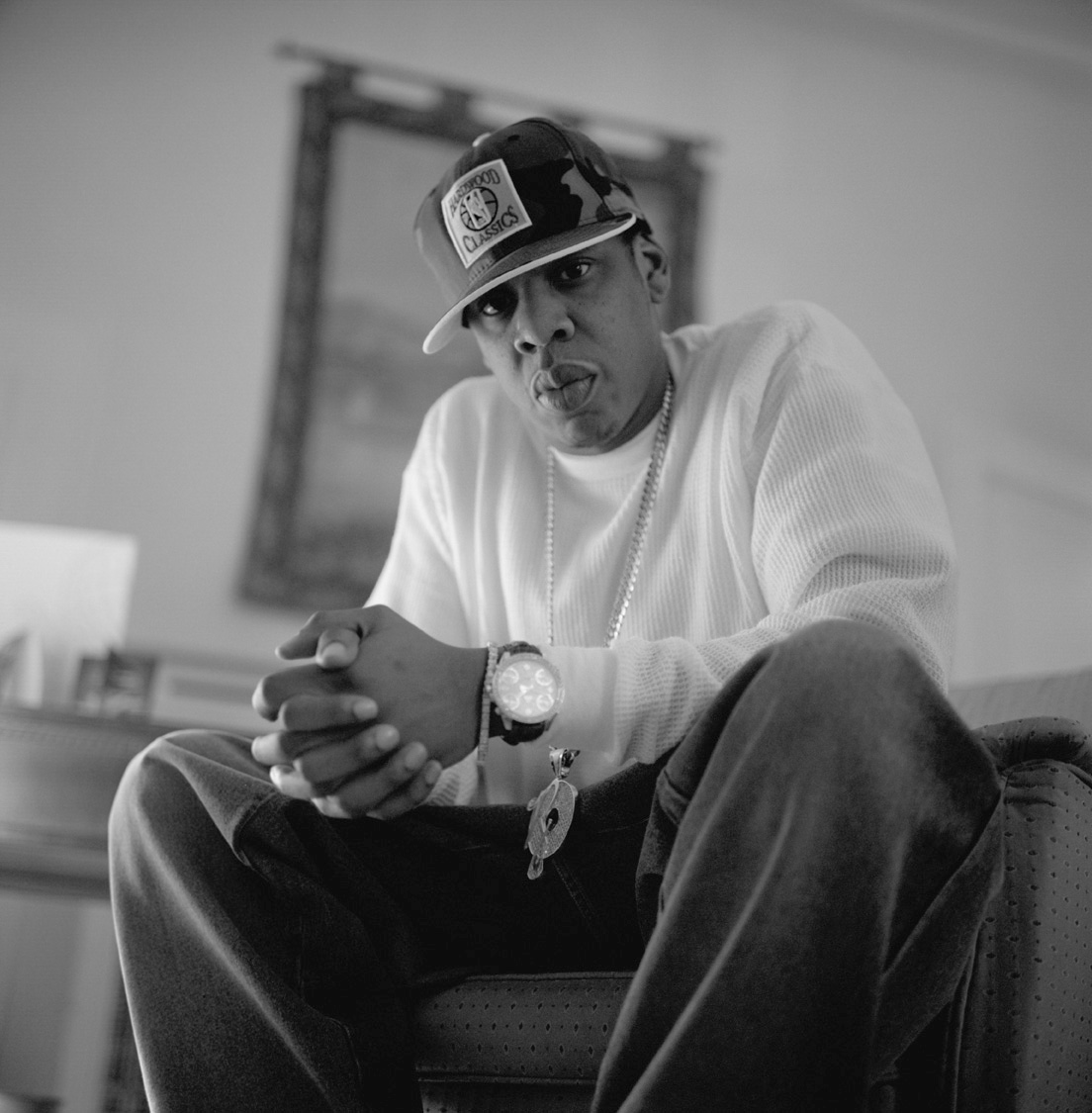
Jay-Z у 2003 році

Після відвідин півдня Франції Jay-Z оголосив про роботу над своїм восьмим студійним альбомом The Black Album на відкритті клубу 40/40. Він працював з кількома продюсерами, включаючи Just Blaze, The Neptunes, Kanye West, Timbaland, Eminem, DJ Quik, 9th Wonder, The Buchanans і Рік Рубін. The Black Album вийшов 14 листопада 2003 року і продав понад 3 мільйони копій у США.Серед відомих пісень з альбому: «What More Can I Say», «Dirt Off Your Shoulder», «Change Clothes» і «99 Problems». Згодом Jay-Z і Р. Келлі та випустили спільний альбом The Best of Both Worlds.
У 2004 році Jay-Z співпрацював з рок-групою Linkin Park, у якій вони випустили спільний ремікс EP Collision Course, який містив композиції пісень обох артистів, а також концертний DVD. Єдиний сингл з альбому, «Numb/Encore», здобув премію «Греммі» за найкращу спільну роботу в стилі реп/спів, і був виконаний з Linkin Park наживо на церемонії «Греммі», а Пол Маккартні додав куплети з пісні «Yesterday». EP продався тиражем у понад 1 мільйон копій у США.
Пізніше в 2004 році Джей-Зі був призначений президентом Def Jam, що призвело до того, що Джей-Зі, Деш і Біггс продали свої частки в Roc-A-Fella Records, а Джей-Зі взяв під контроль обидві компанії. Повідомляється, що цей важливий крок індустрії був викликаний розбіжностями між Jay-Z і Дешем щодо того, в якому напрямку далі рухатиметься Roc-A-Fella. Публічний розрив між Джей-Зі, Дешем і Біггсом призвів до того, що колишні партнери почали критикувати один одного в інтерв’ю.

### 2005–2007:Kingdom ComeіAmerican Gangster

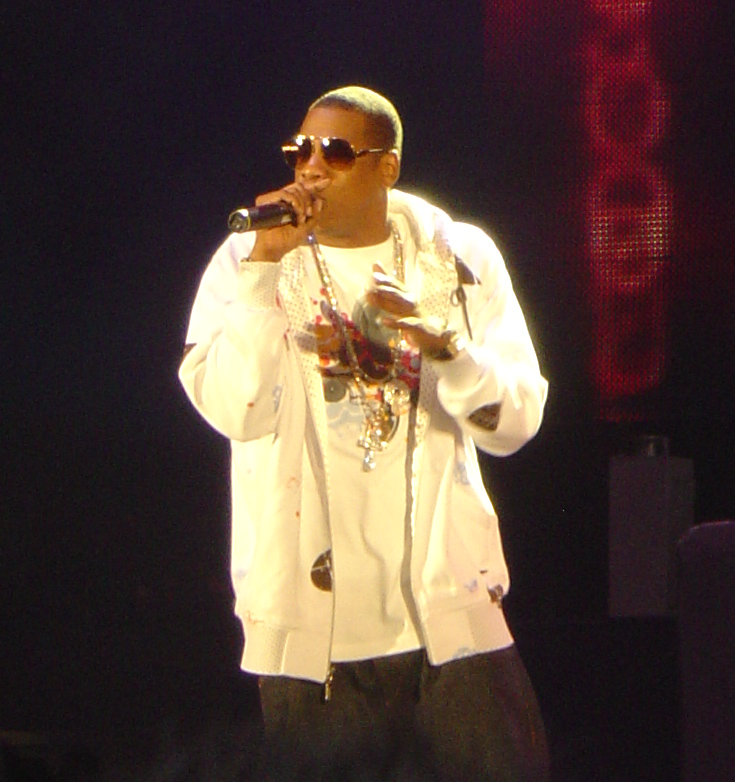
Jay-Z на концерті у 2006 році

Після примирення з Nas, Jay-Z повернувся зі своїм альбомом-поверненням Kingdom Come, який вийшов 21 листопада 2006 року. Сингл повернення Jay-Z, «Show Me What You Got», просочився в Інтернет на початку жовтня 2006 року, реліз якого планувався пізніше того ж місяця, після витоку отримав гучний ефір, що змусило ФБР втрутитися та розпочати розслідування. Jay-Z працював з режисером відео Хайпом Вільямсом, а режисером відео для синглу став Ф. Гері Грей. Альбом містить продакшн від Just Blaze, Pharrell, Kanye West, Dr. Dre та Кріса Мартіна з Coldplay. За перший тиждень було продано 680 000 примірників, що, за словами Entertainment Weekly, було «найвищим показником за один тиждень за десятирічну кар'єру Джея». Цей альбом розійшовся тиражем у 2 мільйони копій у США.
6 листопада 2007 року Jay-Z випустив свій десятий альбом American Gangster. Після перегляду однойменного фільму Рідлі Скотта Jay-Z отримав сильне натхнення створити новий «концептуальний» альбом, який описує його досвід вуличного хастлера. Альбом не є офіційним саундтреком до фільму, хоча його розповсюджувала компанія Def Jam. Альбом був проданий тиражем у 1 мільйон копій у США. 1 січня 2008 року Jay-Z залишив посаду президента Def Jam.

### 2008–2011:The Blueprint 3іWatch the Throne
Jay-Z став хедлайнером багатьох музичних фестивалів, таких як Glastonbury Festival у Британії, Roskilde Festival у Данії, Hove Festival у Норвегії та Wireless Festival у Лондоні. Під час концерту Каньє Веста 6 серпня 2008 року в Madison Square Garden Jay-Z вийшов, щоб виконати нову пісню, і вони з Вестом оголосили, що вона буде включена до нового альбому The Blueprint 3. 21 травня 2009 року Джей-Зі оголосив, що покидає Def Jam, і уклав багатомільйонну угоду з Live Nation, з якою він розпочав свій імпринт Roc Nation, який став рекорд-лейблом, агентством талантів/управління та музичною видавничою компанією. 11-й студійний альбом Jay-Z The Blueprint 3 вийшов 14 вересня 2009 року. Це вже його 11-й альбом, який посів перше місце в Billboard 200.

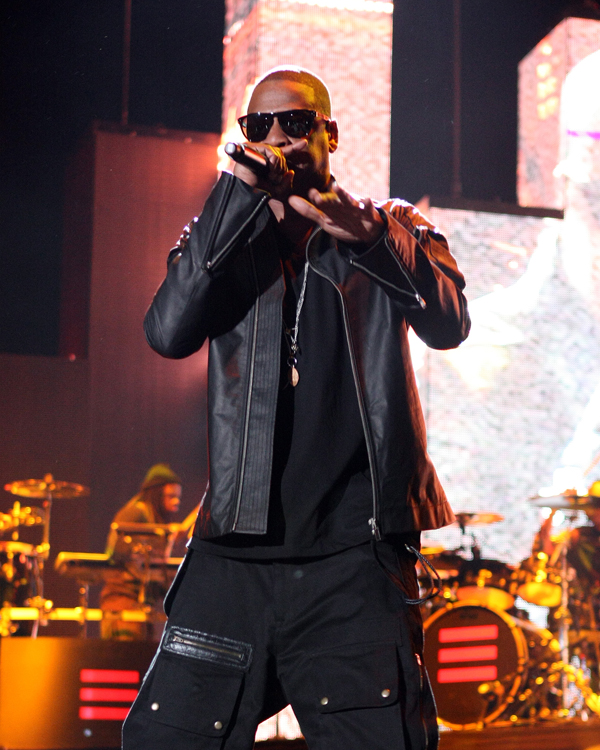
Jay-Z на фестивалі Коачелла у квітні 2010 року

Згодом Каньє Вест і Джей-Зі заявили, що випустять спільний альбом Watch the Throne. Альбом вперше вийшов в iTunes Store за п'ять днів до його випуску у фізичному форматі, Джей-Зі пізніше сказав, що стратегія була використана для блокування витоку в Інтернеті. Він дебютував під номером 1 в iTunes Store у 23 країнах. Він також побив рекорд Coldplay за кількістю проданих альбомів за один тиждень в онлайн-магазині, продавши 290 000 примірників лише на iTunes. Він утримував цей рекорд, поки через двадцять один день не вийшов Tha Carter IV Ліл Вейна, продавши на 10 000 копій більше. Він дебютував на першому місці в Billboard 200, продавши 436 000 копій за перший тиждень. Альбом отримав загалом позитивні відгуки. Пізніше Jay-Z і Вест несподівано виконали пісню «Otis» на церемонії вручення нагород MTV Video Music Award 2011.

### 2012–2016:Magna Carta Holy Grailта інша діяльність
23 вересня 2010 року Q-Tip підтвердив роботу над наступним альбомом Jay-Z, заявивши, що альбом повинен був з'явитися в магазинах навесні 2011 року. У травні 2012 року повідомлялося, що Jay-Z працюватиме над новою музикою з продюсером Roc Nation Jahlil Beats. Бітс сказав журналу XXL: «Ми з Джей-Зі ходили туди-сюди. Він вибрав кілька моїх джойнтів, над якими він працює. Я навіть не хочу говорити багато про Джея, але ми точно працюємо над деякими речами. навіть не надіслав йому купу бітів. Я надіслав йому свої улюблені речі. Він відразу відповів мені, наприклад: «Йой, я в цьому візьму участь» або «Мені це подобається». Complex], MTV і XXL назвали альбом одним із найочікуваніших альбомів 2013 року. Продакшном займатимуться Jahlil Beats, Kanye West, Рік Рубін, Swizz Beatz, Timbaland і Фаррелл Вільямс.
Magna Carta Holy Grail вийшов 4 липня 2013 року. Невдовзі Jay-Z підтвердив, що дефіс у його сценічному імені буде пропущено та офіційно стилізовано великими літерами. Magna Carta Holy Grail дебютувала під номером один у Billboard 200 і продала 528 000 примірників за перший тиждень, що обійшло її прогнозований дебют у діапазоні від 350 000 до 400 000. У грудні 2013 року було оголошено, що Jay-Z отримав дев'ять номінацій на премії «Греммі» 2014 року, більше, ніж будь-який інший артист. Джей-Зі з'явився на однойменному п'ятому студійному альбомі своєї дружини Бейонсе, Beyoncé, з піснею «Drunk in Love». Вони разом виконали цю пісню на 56-й церемонії вручення премії «Греммі». Пісня та альбом, який її супроводжує, пізніше виграють три премії «Греммі», включаючи найкраще R&B-виконання на церемонії 2015 року.
У 2016 році він виграв суд за пісню «Made in America» з Каньє Вестом за участю Френка Оушена проти Джоела Макдональда.

### 2017–тепер. час:4:44іEverything Is Love
На початку червня 2017 року плакати були розміщені в Нью-Йорку та Лос-Анджелесі, а також рекламні банери в Інтернеті, що рекламували проєкт Tidal під назвою 4:44. Під час фіналу НБА 7 червня було показано тизерну рекламу в однохвилинному відео, яке закінчувалося на «4:44 – 6.30.17, суто на Tidal. 18 червня було підтверджено, що проєкт є новим альбомом Jay-Z, а кліп із піснею «Adnis» був опублікований на YouTube-сторінці Sprint.
4:44 вийшов 30 червня 2017 року через Roc Nation і Universal Music Group як ексклюзив для клієнтів Sprint і Tidal. Альбом є першим із запланованої серії музичних ексклюзивів від партнерства Sprint–Tidal. На короткий час, 2 липня, альбом був доступний для безкоштовного цифрового завантаження на сайті Tidal. Фізична версія вийшла 7 липня, включаючи три додаткові треки. Того ж дня альбом став доступним для інших потокових платформ, як-от Apple Music, Google Play Music і Amazon Music.
Альбом отримав широке визнання критиків, які високо оцінили його емоційний та особистий зміст. 5 липня альбом отримав платиновий сертифікат Асоціації звукозаписної індустрії Америки (RIAA) за продаж одного мільйона копій, придбаних компанією Sprint і запропонованих споживачам для безкоштовного завантаження. Він дебютував під номером один у чарті Billboard 200, що зробило його 13-м студійним альбомом Jay-Z поспіль, який очолив чарт. Альбом породив два сингли, заголовну пісню «4:44» і «Bam», а також кілька музичних кліпів, знятих різними високопоставленими співавторами. Альбом отримав номінацію на премію Греммі» як «Альбом року», а заголовний трек був номінований на «Пісню року», а «The Story of O.J.» був номінований на «Запис року» на 60-й щорічній церемонії вручення премії «Греммі».
6 червня 2018 року Jay-Z і Бейонсе розпочали тур On the Run II у Кардіффі, Велика Британія. Десять днів потому, під час останнього виступу в Лондоні, пара оприлюднила Everything Is Love, свій довгоочікуваний спільний студійний альбом під іменем The Carters. Пара також випустила відео на головний сингл альбому «Apeshit» на офіційному YouTube-каналі Бейонсе. Пісня отримала дві нагороди з восьми номінацій на MTV Video Music Awards 2018.
У 2021 році Jay-Z був включений до Зали слави рок-н-ролу разом із іншим репером LL Cool J. Він також з’явився в пісні «Jail» в альбомі Каньє Веста Donda 2021 року, який здобув премію «Греммі» за найкращу реп-пісню на 64-й церемонії вручення премії «Греммі», а також у пісні «Love All» із альбому Дрейка Certified Lover Boy (2021).
У 2022 році його першим фільмом стала співпраця з репером Pusha T, «Neck & Wrist» за участю Фаррелла Вільямса з альбому Pusha T, It's Almost Dry. Його роль змінила чотирихвилинна гостьова поява в титульному треку альбому DJ Khaled God Did. Він також був нагороджений премією Primetime Emmy за видатне спеціальне естрадне шоу (наживо), як продюсер шоу Super Bowl LVI у перерві.

## Музичний стиль
Jay-Z каже, що він вперше знайомився з музикою через батьківську колекцію платівок, яка складалася здебільшого з соул-виконавців, таких як Марвін Гей і Донні Хетевей. Він каже: «Я виріс навколо музики, слухаючи всіх типів людей... Я люблю музику, у якій є душа, будь то реп, R&B, поп-музика тощо. Поки я можу відчувати їхню душу, це те, що я справді слухаю». Він часто використовує уривки з цих артистів як зразки у своїй творчості, зокрема у постановках Каньє Веста, включених до The Blueprint.

## Бізнес
Jay-Z також зарекомендував себе як успішний підприємець з бізнес-імперією, що охоплює різноманітні галузі від ліній одягу, алкогольних напоїв, нерухомості, технологій, спортивних команд і лейблів звукозапису. В інтерв’ю він заявив, що «мої бренди є продовженням мене. Вони близькі мені. Це не те, що керувати General Motors, де немає емоційної прихильності».

## Особисте життя
У 2002 році Jay-Z і Бейонсе співпрацювали над піснею «'03 Bonnie & Clyde». Він також з'явився в хіт-синглі Бейонсе «Crazy in Love», а також «That's How You Like It» з її дебютного альбому Dangerously in Love. На її другому альбомі B'Day він з'явився в хітах «Déjà Vu» і «Upgrade U». Під час зустрічей вони трималися в секреті й одружилися 4 квітня 2008 року.
Бейонсе та Джей-Зі увійшли до списку 100 найвпливовіших людей 2006 року журналу Time як найвпливовіша пара. У січні 2009 року Forbes назвав їх найвисокооплачуванішою парою Голлівуду із загальним статком у 162 мільйони доларів. 
У подружжя троє дітей: донька Блю Айві (2012); та близнюки: син Сер і донька Румі (2017).

## Благодійність
Під час свого першого відходу від музики Jay-Z також залучився до благодійної діяльності. 2003 року Джей-Зі разом зі своєю матір'ю заснував Фонд Шона Картера, який допомагав студентам, які стикаються з соціально-економічними труднощами в коледжі. 9 серпня 2006 року він зустрівся з Генеральним секретарем ООН Кофі Аннаном у штаб-квартирі організації в Нью-Йорку. Репер пообіцяв використати свій майбутній світовий тур для підвищення обізнаності та боротьби з глобальною нестачею води. Разом із Шоном «Дідді» Комбсом Джей-Зі пообіцяв 1 мільйон доларів на допомогу Американському Червоному Хресту після урагану Катріна.
Jay-Z також пожертвував гроші на допомогу протестувальникам, заарештованим під час акції проти жорстокості поліції.
У березні 2020 року Jay-Z пожертвував 1 мільйон доларів через Фонд Шона Картера на допомогу під час пандемії COVID-19 у Нью-Йорку, крім того, у квітні 2020 року Jay-Z разом із Міком Міллом пожертвував понад 100 000 масок для обличчя до в’язниць США, щоб захистити ув’язнених від COVID-19.

## Дискографія
Студійні альбоми
- Reasonable Doubt (1996)
- In My Lifetime, Vol. 1 (1997)
- Vol. 2... Hard Knock Life (1998)
- Vol. 3... Life and Times of S. Carter (1999)
- The Dynasty: Roc La Familia (2000)
- The Blueprint (2001)
- The Blueprint 2: The Gift & The Curse (2002)
- The Black Album (2003)
- Kingdom Come (2006)
- American Gangster (2007)
- The Blueprint 3 (2009)
- Magna Carta Holy Grail (2013)
- 4:44 (2017)

Спільні альбоми
- Streets Is Watching (разом з іншими артистами)
- The Best of Both Worlds (разом з R. Kelly) (2002)
- Unfinished Business (разом з R. Kelly) (2004)
- Watch the Throne (разом з Kanye West) (2011)
- Everything Is Love (разом з Бейонсе) (як The Carters) (2018)

Компіляції
- Jay-Z: Unplugged (2001)
- Chapter One: Greatest Hits (2002)
- Bring It On: The Best of Jay-Z (2003)
- Greatest Hits (2006)
- The Hits Collection, Volume One (2010)

## Фільми
- Streets Is Watching (1998)
- Hard Knock Life (2000)
- State Property (2002)
- Paper Soldiers (2002)
- Fade to Black (2004)
- Diary of Jay-Z: Water for Life (2006)

## Цікаві факти
Каблучка з діамантом вагою 18 карат, яку Jay-Z подарував Бейонсе, коштує 5000000 доларів США.